# Альфред Зіма
Альфред Зіма (нім. Alfred Zima; 23 серпня 1931) — австрійський боксер, учасник літніх Олімпійських ігор 1952 року.

## Біографія
Народився 23 серпня 1931 року.
П'ятиразовий чемпіон Австрії з боксу у найлегшій (1952) та напівлегкій (1953, 1957, 1958, 1964) вазі.
На літніх Олімпійських іграх 1952 року в Гельсінкі (Фінляндія) поступився майбутньому олімпійському чемпіонові Натану Бруксу зі США.
Учасник Всесвітніх фестивалях молоді та студентів у Варшаві (1955 — чвертьфінал) та Москві (1957 — 1/8 фіналу).
Також був учасником чемпіонатів Європи з боксу 1955, 1957, 1959, 1965 років, проте найвищим досягненням було 5-е місце у 1955 році.